# Tanjung Mangedar
Tanjung Mangedar is een bestuurslaag in het regentschap Labuhan Batu Utara van de provincie Noord-Sumatra, Indonesië. Tanjung Mangedar telt 4546 inwoners (volkstelling 2010).